# 4 (numero)

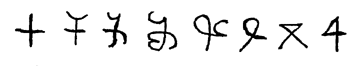
L'evoluzione del numero quattro dagli Indiani agli Europei

Quattro (cf. latino quat(t)uor, greco τέσσαρες, sanscrito catvāraḥ, gotico fidwor) è il numero naturale dopo il 3 e prima del 5.

## Proprietà matematiche
- È un numero pari.
- È un numero composto e ha i seguenti divisori: 1, 2, 4. Poiché la somma dei divisori (escluso il numero stesso) è 3 < 4, è un numero difettivo.
- È il quadrato di 2.
- È un numero altamente composto.
- È un numero altamente totiente e altamente cototiente.
- È un numero idoneo.
- È un numero di Harshad completo, ovvero è numero di Harshad in qualunque base sia espresso.
- È un numero di Ulam.
- È un numero strettamente non palindromo.
- È il terzo termine della successione di Mian-Chowla.
- È un numero di Smith nel sistema numerico decimale.
- Un numero è divisibile per 4 se e solo se le sue ultime due cifre esprimono un numero divisibile per quattro.
- Ogni numero naturale è la somma di al più 4 quadrati.
- È un numero potente.
- È un numero pratico.
- È appartenente alla prima terna pitagorica (3,4,5).
- È il quarto numero della successione di Lucas, dopo il 3 e prima del 7.
- È un numero della successione Tetranacci.
- È un numero tetraedrico.
- È un numero palindromo e un numero a cifra ripetuta nel sistema di numerazione posizionale a base 3 (11).
- È un numero odioso.
- È un numero poligonale centrale.
- È un termine della successione di Padovan.

## Chimica
- È il numero atomico del Berillio (Be).

## Astronomia
- 4P/Faye è una cometa periodica del sistema solare
- 4 Vesta è il nome di un asteroide battezzato così in onore della dea romana Vesta.
- L'oggetto numero 4 del Catalogo di Messier (M4) è un ammasso globulare nella costellazione dello Scorpione.
- NGC 4 è una galassia della costellazione dei Pesci.

## Astronautica
- Cosmos 4 è un satellite artificiale russo.

## Simbologia

### Numerologia
- Nel macrocosmo rappresenta la Materia (originale, fisica, universale, elaborata); nel microcosmo i quattro umori (muco, sangue, bile gialla, bile nera).
- Come attributo matematico il “quattro” rappresenta la stabilità e la completezza. Ci si richiama, infatti a questo numero nell'assioma di Maria Profetissa:

È  un numero simbolico per il popolo dei Mapuche o Mapuce (un popolo che proviene dall'America latina).
- In Giappone (e altre nazioni dell'Asia orientale) il numero è considerato sfortunato: ciò deriva dal fatto che si può pronunciare sia yon che shi, quest'ultimo con pronuncia foneticamente simile all'ideogramma 死, che rappresenta la morte. Tale credenza determina l'usanza di evitare il raggruppamento di quattro oggetti uguali: ad esempio, in Giappone è impossibile trovare nei negozi un servizio da tè per quattro persone, o anche un 4º piano.[1]

### Storia
- Nel Medioevo è considerato un numero perno e risolutore: quattro sono, infatti, i punti cardinali, i venti principali, le stagioni, le fasi lunari, le arti liberali del quadrivio, i lati del quadrato a cui veniva paragonata la Terra (in opposizione al triangolo del cielo, simbolo della Trinità). Inoltre quattro è il numero della perfezione morale e delle proporzioni dell'uomo.
- è il numero perfetto secondo i maya

### Smorfia
- Nella smorfia il numero 4 è il maiale.

### Giochi
- È il numero dei semi delle carte francesi (cuori, quadri, fiori, picche), di quelle italiane (coppe, denari o ori, bastoni, spade) e di quelle tedesche (cuori, campanelli, foglie, ghiande)

### Altre cose con il numero 4
- stagioni (primavera, estate, autunno, inverno)
- punti cardinali (nord, est, sud, ovest)
- elementi dello zodiaco (fuoco, aria, acqua, terra)

## Convenzioni

### Sport

#### Calcio
Nella numerazione base del calcio a 11 il 4 sta solitamente sulla maglia del mediano, il centrocampista che gioca davanti alla difesa.

#### Canottaggio
- Quattro di coppia, imbarcazione olimpica
- Quattro senza, imbarcazione olimpica
- Quattro con, imbarcazione presente alle varie manifestazioni internazionali, ma non più ai Giochi olimpici

#### NBA
Le seguenti squadre di pallacanestro della NBA hanno ritirato la maglia numero 4:
- Chicago Bulls, in omaggio a Jerry Sloan
- Detroit Pistons, in omaggio a Joe Dumars
- Milwaukee Bucks, in omaggio a Sidney Moncrief
- New Jersey Nets, in omaggio a Wendell Ladner
- Philadelphia 76ers, in omaggio a Dolph Schayes
- Utah Jazz, in omaggio a Adrian Dantley

#### Motociclismo
Il 4 è il numero con cui corre nel campionato di MotoGP Andrea Dovizioso

#### Rugby
Nel rugby a 15 la maglia numero 4 è indossata dal giocatore di seconda linea sinistro.

## Videogiochi
Il 4 è il numero preferito del personaggio Khada Jhin su League of Legends.

## Televisione
- È uno dei numeri della sequenza numerica dell'equazione di Valenzetti, che gioca un ruolo molto importante nel serial televisivo Lost.

## Termini derivati
- quartetto
- quartiere
- Quartu Sant'Elena
- quaterna
- quadrivio
- quartina
- quadrilatero
- quadrifoglio
- Quattrino